# Bartsia australis
Bartsia australis är en snyltrotsväxtart som beskrevs av U. Molau. Bartsia australis ingår i släktet svarthösläktet, och familjen snyltrotsväxter. Inga underarter finns listade i Catalogue of Life.